# Place Bichon
Pour les articles homonymes, voir Bichon.
La place Bichon (en néerlandais : Bichonplein) est une place bruxelloise de la commune de Schaerbeek, située au carrefour formé par l'avenue Charles Gilisquet, la rue Godefroid Guffens, la rue Hubert Krains et le clos du Chemin Creux.

## Histoire
En 2002, la place a été nommée en l'honneur d'un petit schaerbeekois, Bruno Hendrickx, surnommé Bichon, qui fut longtemps la mascotte de l'opération Télévie, manifestation récoltant des fonds consacrés à la recherche médicale (notamment contre la leucémie et le cancer). Le petit Bruno Hendrickx fréquentait l'école 17 toute proche (avenue Gilisquet).
Une plaque commémorative est située au milieu de la place et porte le texte suivant :
« Durant sa longue maladie le petit Schaerbeekois, Bruno Hendrickx, dit Bichon a fait preuve d'un courage qui a suscité l'admiration de tous. L'opération Télévie a choisi cette petite étoile filante pour être sa mascotte. Ses camarades, ses instituteurs et les Schaerbeekois garderont de lui le souvenir ému d'un petit garçon dont le sourire reflétait son intelligence, sa qualité de cœur et un courage exceptionnel. »